# Dekkerswald

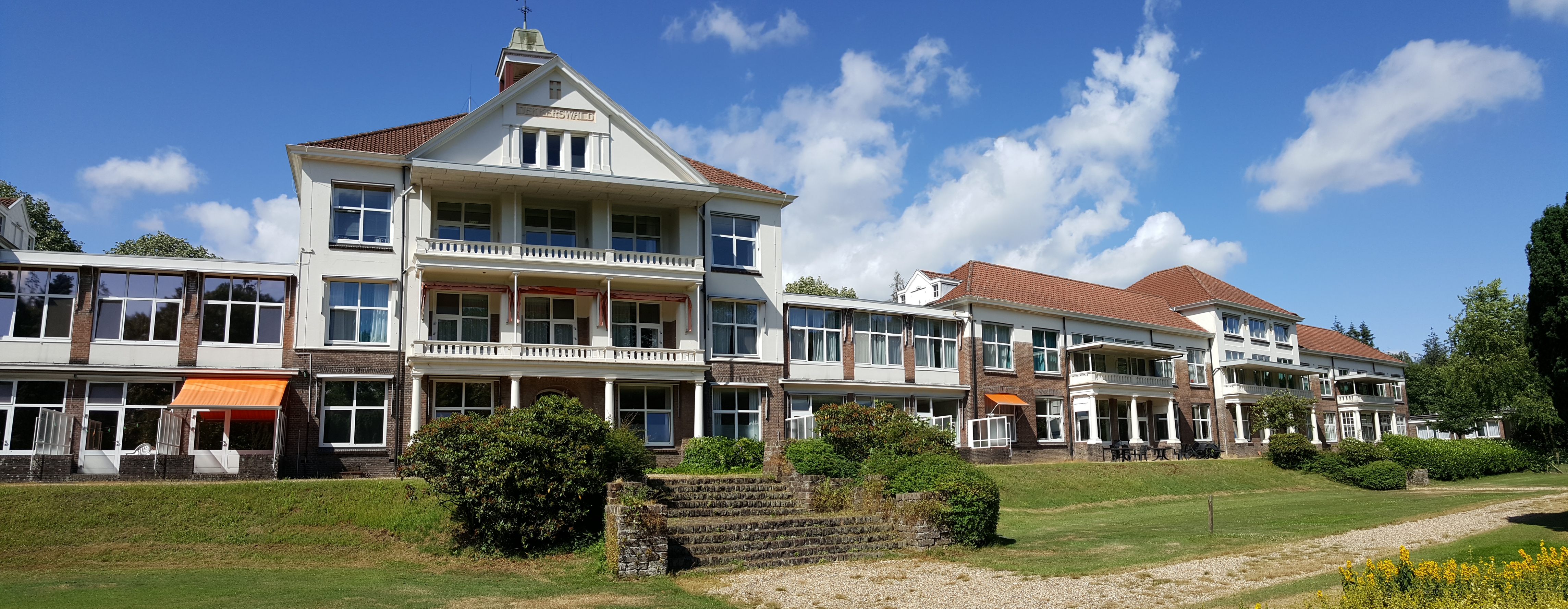
Hoofdgebouw

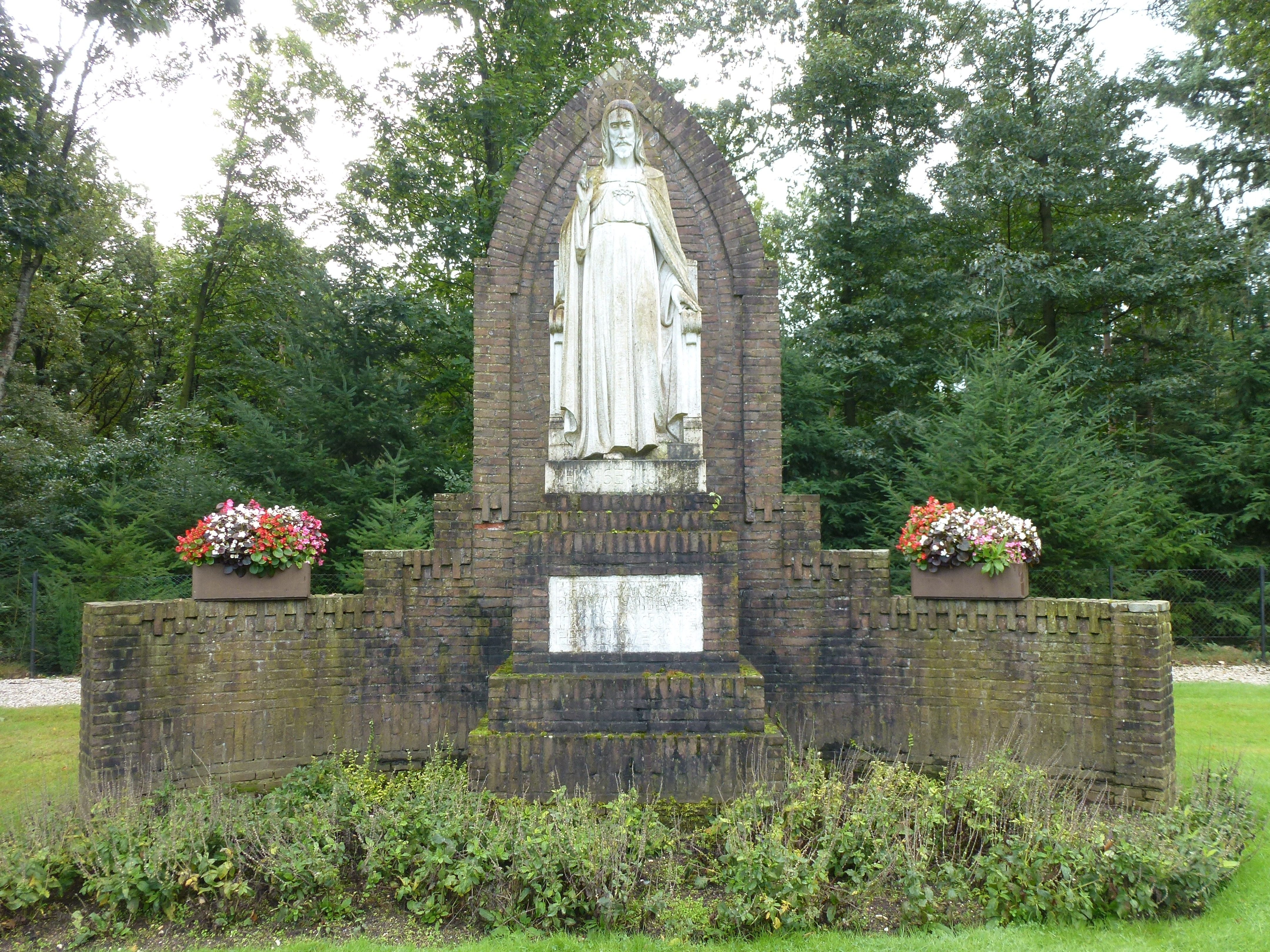
Heilig Hartbeeld

Dekkerswald is een landgoed van 85 hectare groot tussen Groesbeek en Heilig Landstichting langs de Provinciale weg 842. Tussen 1913 tot circa 1970 was er een rooms-katholiek sanatorium voor tuberculoselijders gevestigd. Nog steeds is een groot deel van het voor 20 hectare bebouwde terrein in gebruik voor ziekenzorg en verpleging. De rest van het terrein bestaat uit bosgebied.

## Geschiedenis
Op 31 december 1906 vindt de oprichting plaats van de Vereeniging tot Stichting van Rooms-Katholieke Herstellingsoorden voor Longlijders en Zwakke Kinderen. Deze verwerft eind 1908 twee terreinen waarop tuberculoseklinieken worden opgericht: Dekkerswald in de bossen bij Groesbeek (dan ca. 175 ha groot) en een terrein in Wijk aan Zee Heliomare. In 1913 wordt het sanatorium Dekkerswald geopend naar een ontwerp van Amsterdamse architect Eduard Cuypers. Het kende een klassen-indeling, met voor de derde klasse, de volksklasse, een beperkt aantal bedden, 80. Bij het 12½-jarig bestaan in 1926 werd door patiënten en oud-patiënten een Heilig Hartbeeld aangeboden dat werd geplaatst aan de kop van een kruisvormige vijver achter het hoofdgebouw. De verpleegsters waren aanvankelijk religieuzen van de Liefdezusters van de Heilige Carolus Borromeus uit Maastricht.
Door een enorme toename van het aantal tuberculose gevallen in de Tweede Wereldoorlog volgt in de naoorlogse jaren flinke uitbreidingen, onder meer de bouw van extra barakken. Deze dependance krijgt de naam Dekkerswald II. Vanaf 1950 is er ook een longkliniek. Vanaf 1964 is Dekkerswald een zelfstandig ziekenhuis. Medische ingrepen worden eerder verricht in samenwerking met het UMC St Radboud in Nijmegen.
Vanaf halverwege de jaren 70 vermindert het aantal behandelingen sterk en moet er ingekrompen worden. Vanaf 1979 wordt er mede daarom weer samengewerkt met het Radboud, vanaf 2003 wordt deze samenwerking geïntensiveerd en wordt een fusie met de longafdeling van het Radboud voorbereid.
Sinds 1913 was ook een communiteit van de Zusters Onder de Bogen gevestigd op Dekkerswald. Vanuit Huize Bethel zetten de zusters zich in voor tuberculosepatiënten en voor patiënten die verpleegkundige en/ of geestelijke zorg behoeven. Voor hun toegewijde zorg kregen de zusters bij hun vertrek op 15 november 2007 de gouden erepenning van de gemeente Groesbeek. In 1990 werd het op het terrein gevestigde klooster gesloopt.
De barakken van Dekkerswald II hebben vanwege het afnemend gebruik ook dienstgedaan als studentenwoningen.
Op 22 november 2007 werd het dagbehandelingscentrum Longoncologie geopend.
In juli 2009 veranderde de naam naar Universitair Centrum voor Chronische Ziekten Dekkerswald (UCCZ). Dekkerswald werd sindsdien een ziekenhuis voor alle chronisch zieken, niet enkel beperkt tot longaandoeningen. Ook zijn op het terrein diverse scholen en bedrijven gevestigd.

## Radboudumc Dekkerswald
Radboudumc Dekkerswald (voorheen UCCZ) is een gespecialiseerd ziekenhuis voor de behandeling van chronisch zieke patiënten in Groesbeek, bij Nijmegen. Het is een volle dochter van het Radboudumc, waar het intensief mee samenwerkt.
Van oudsher staan longaandoeningen (COPD en astma) op de voorgrond. Tegenwoordig behoort ook het chronische aspect van ouderengeneeskunde en chronische pijn tot de aandachtgebieden van het Radboudumc Dekkerswald. Er Dekkerswald werkt personeel van de afdelingen algemene interne geneeskunde, longziekten, kindergeneeskunde, geriatrie, anesthesie en neurologie.

## Galerij

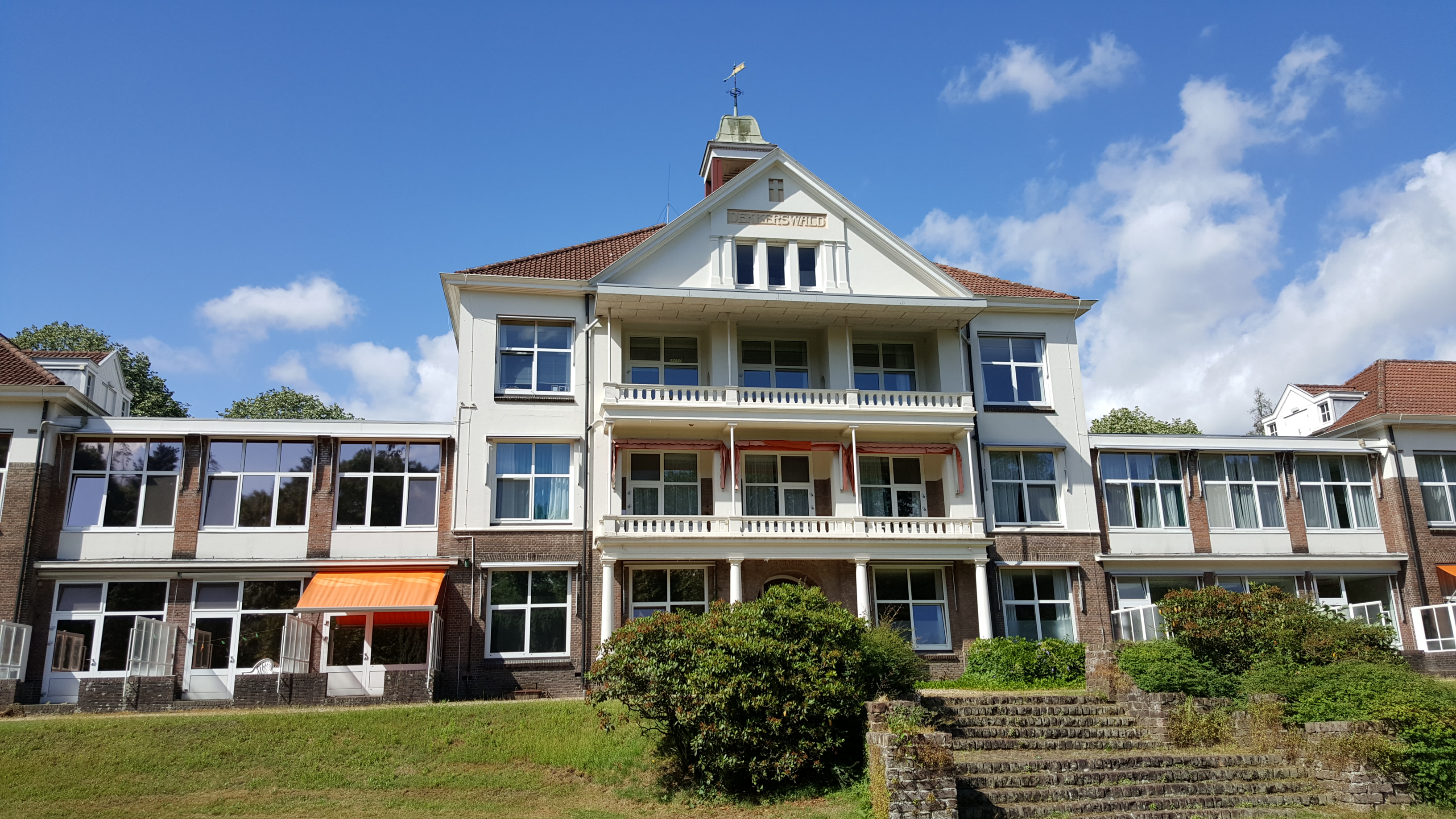
Hoofdgebouw
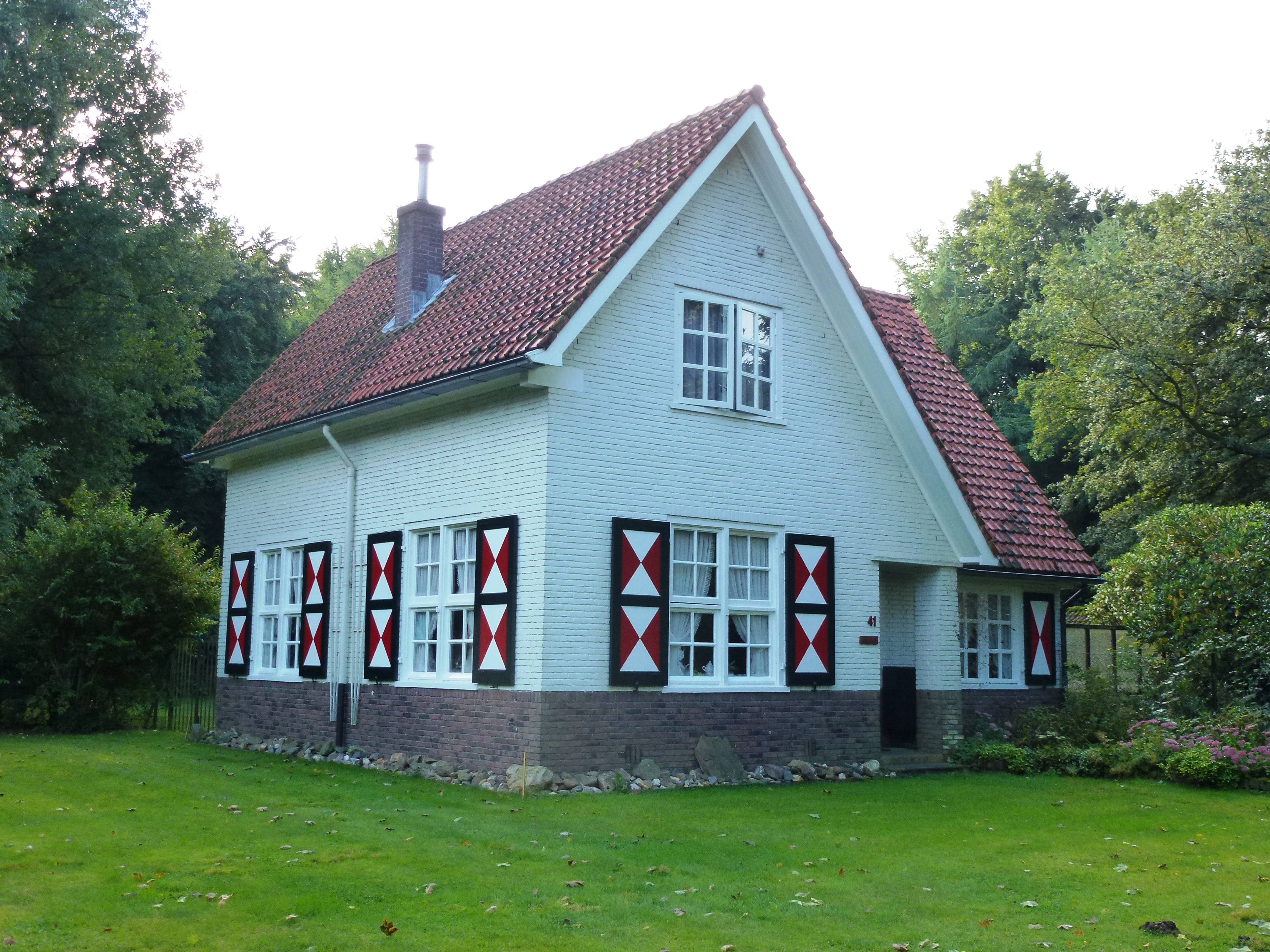
Dienstwoning Nijmeegsebaan 41
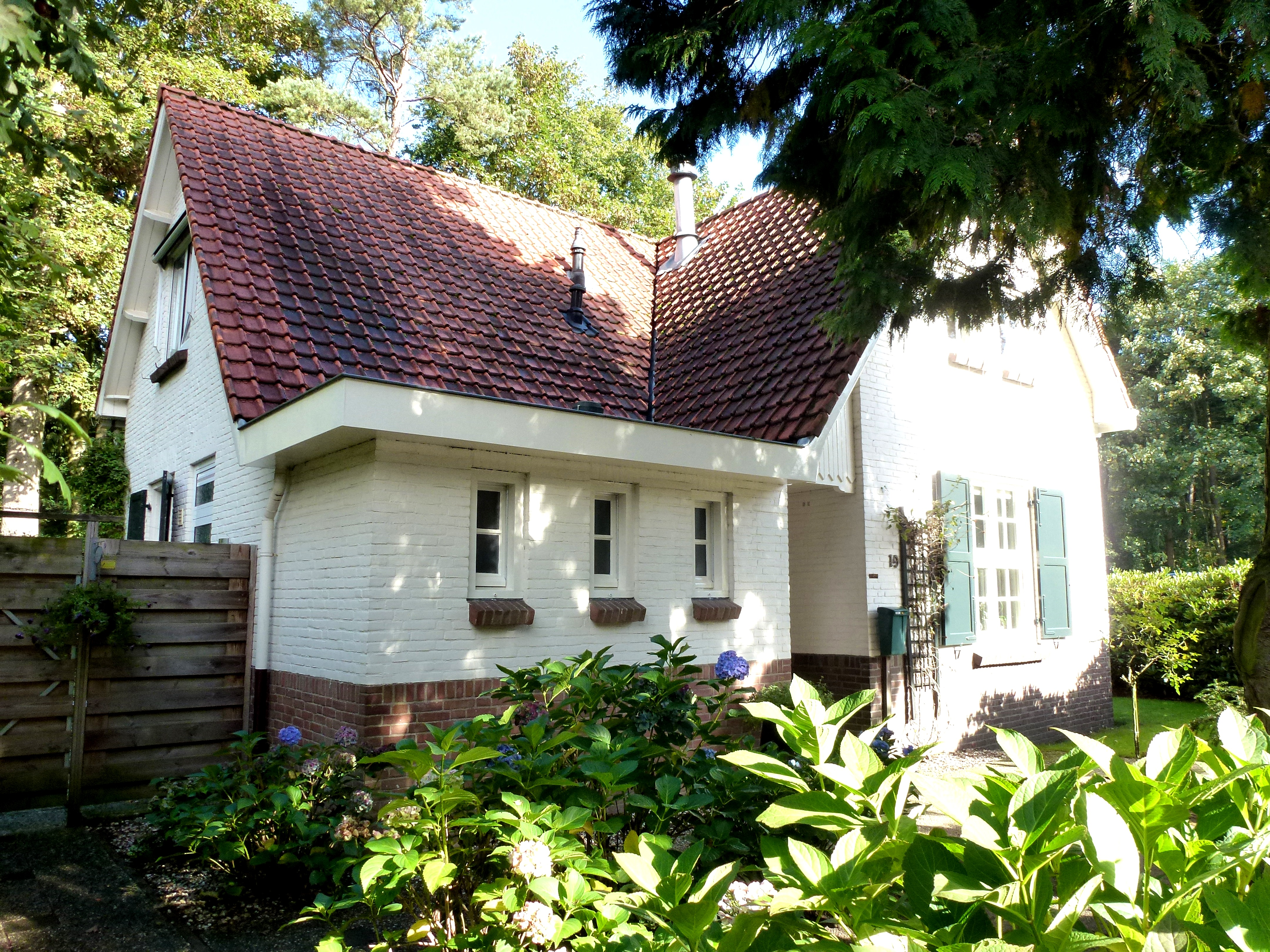
Dienstwoning Nijmeegsebaan 19
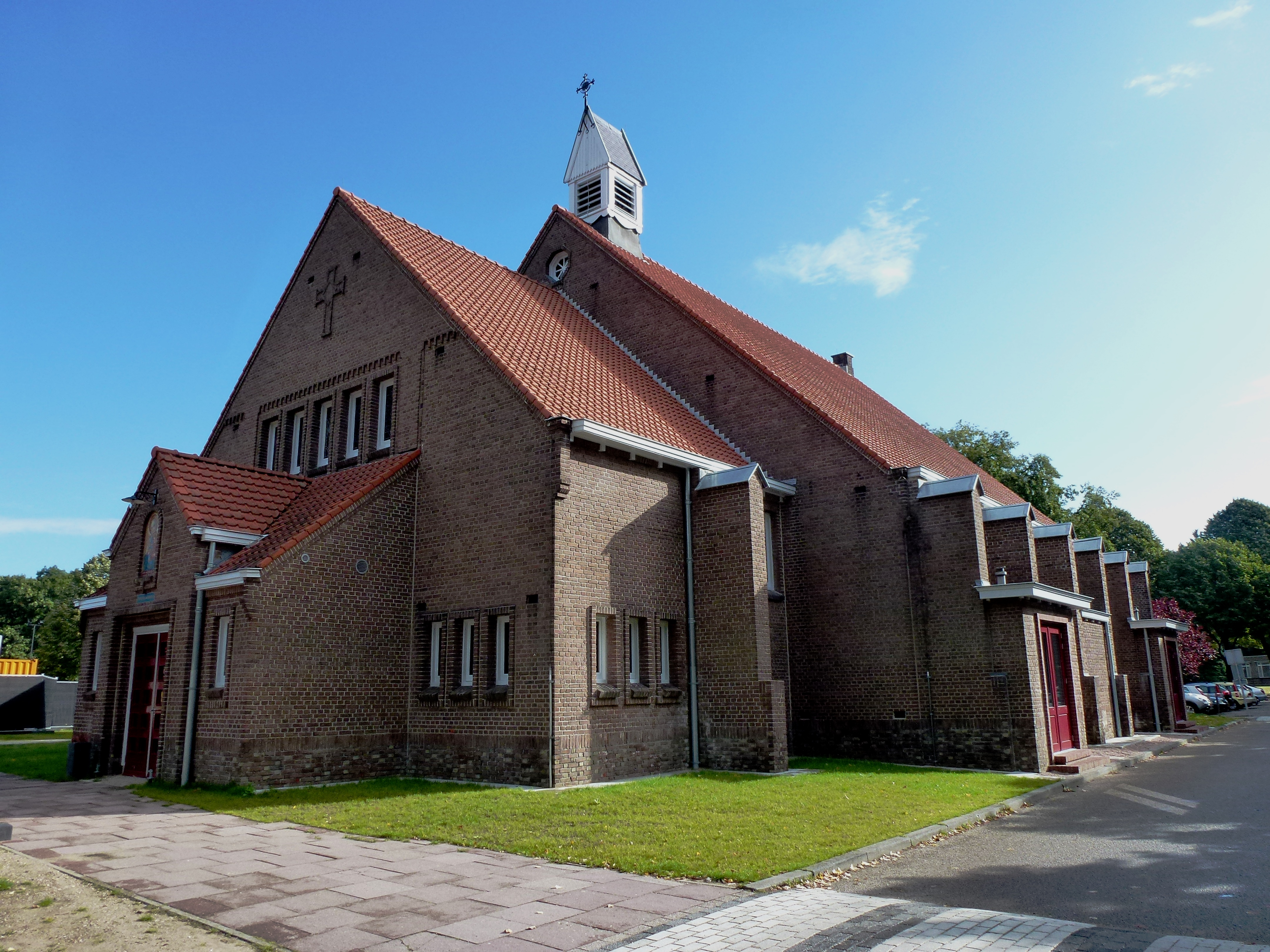
Kapel
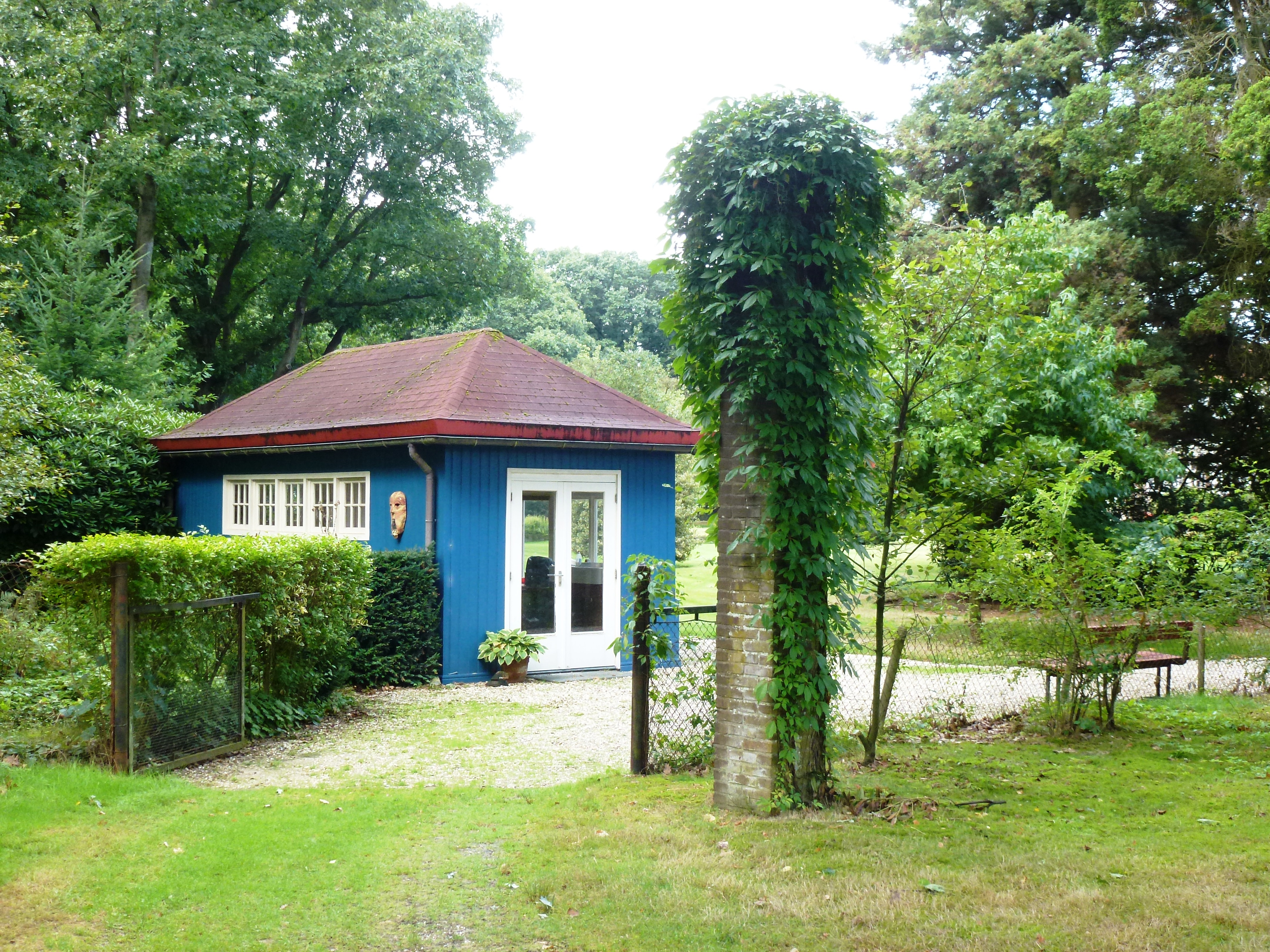
voormalige lighal
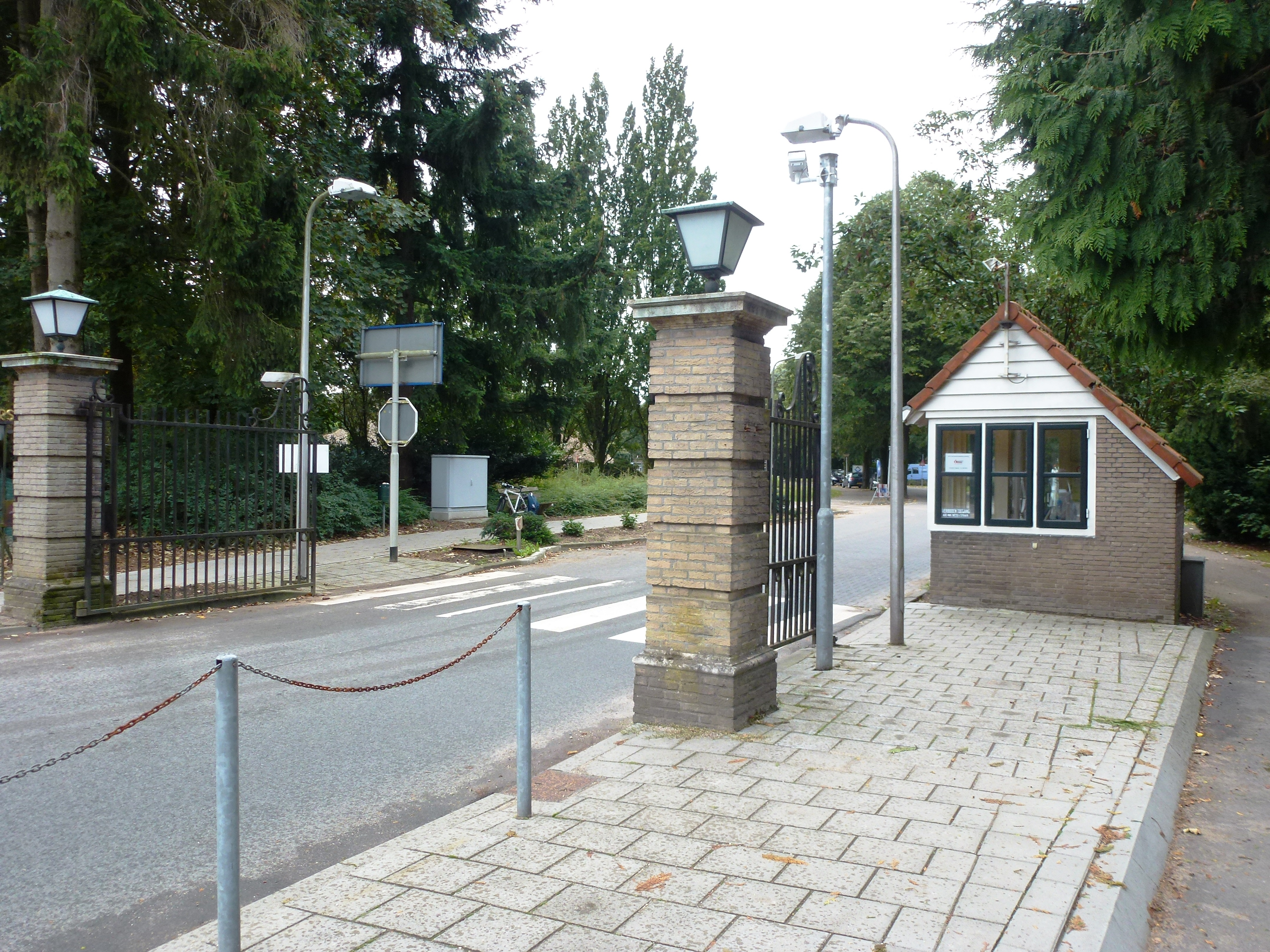
Toegang met nachtportiershuisje
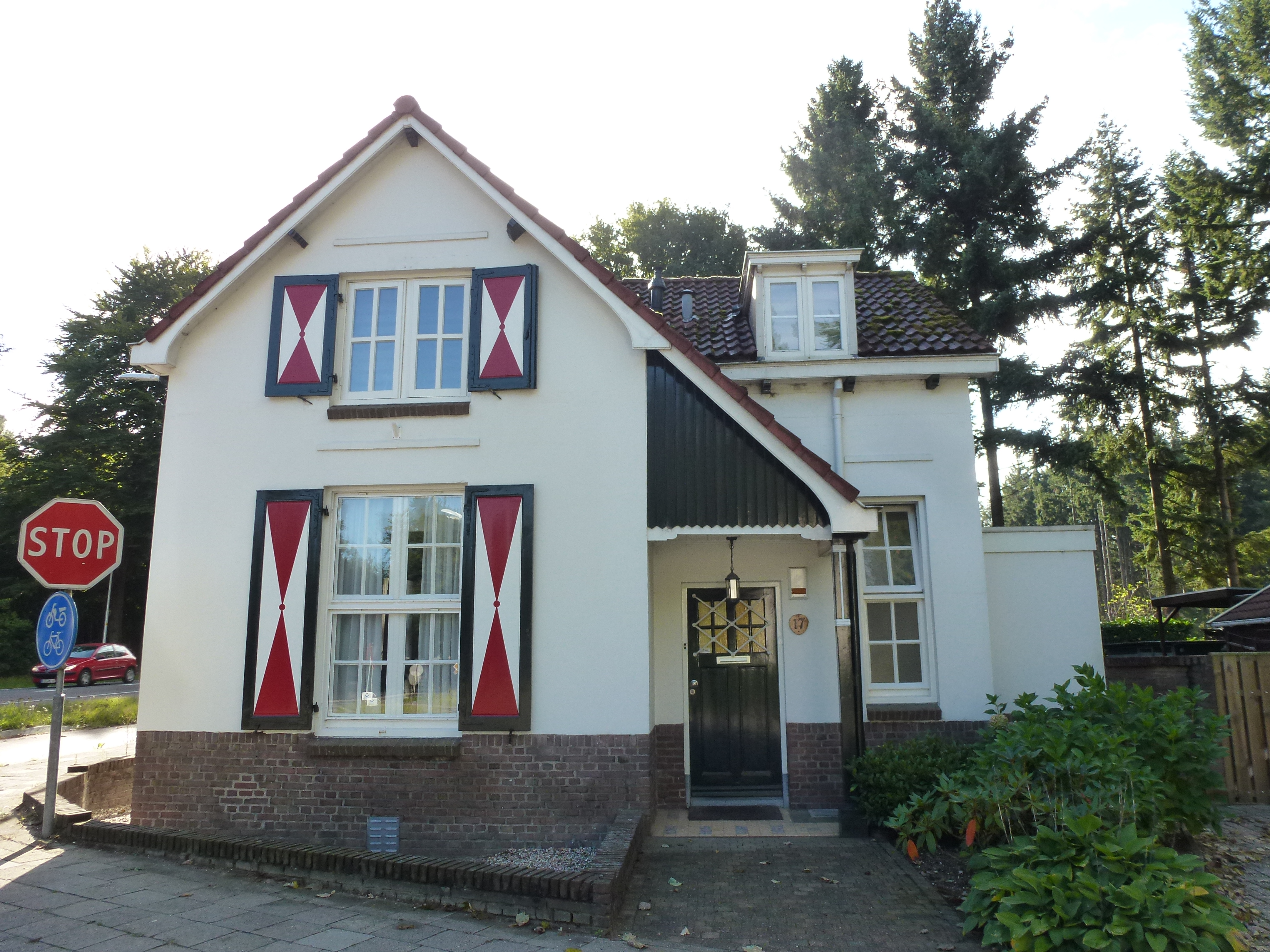
Dienstwoning Nijmeegsebaan 17
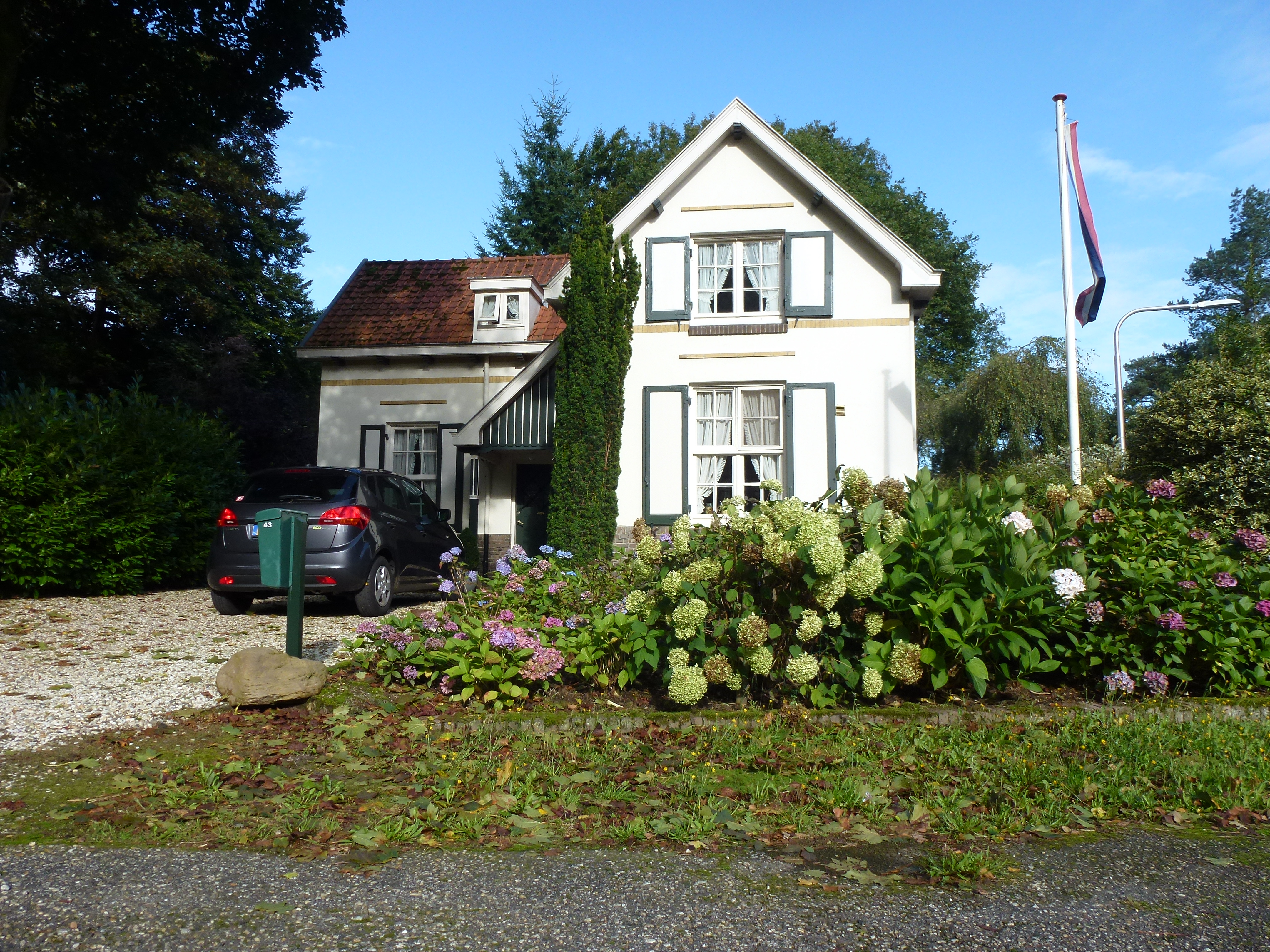
Dienstwoning Nijmeegsebaan 43
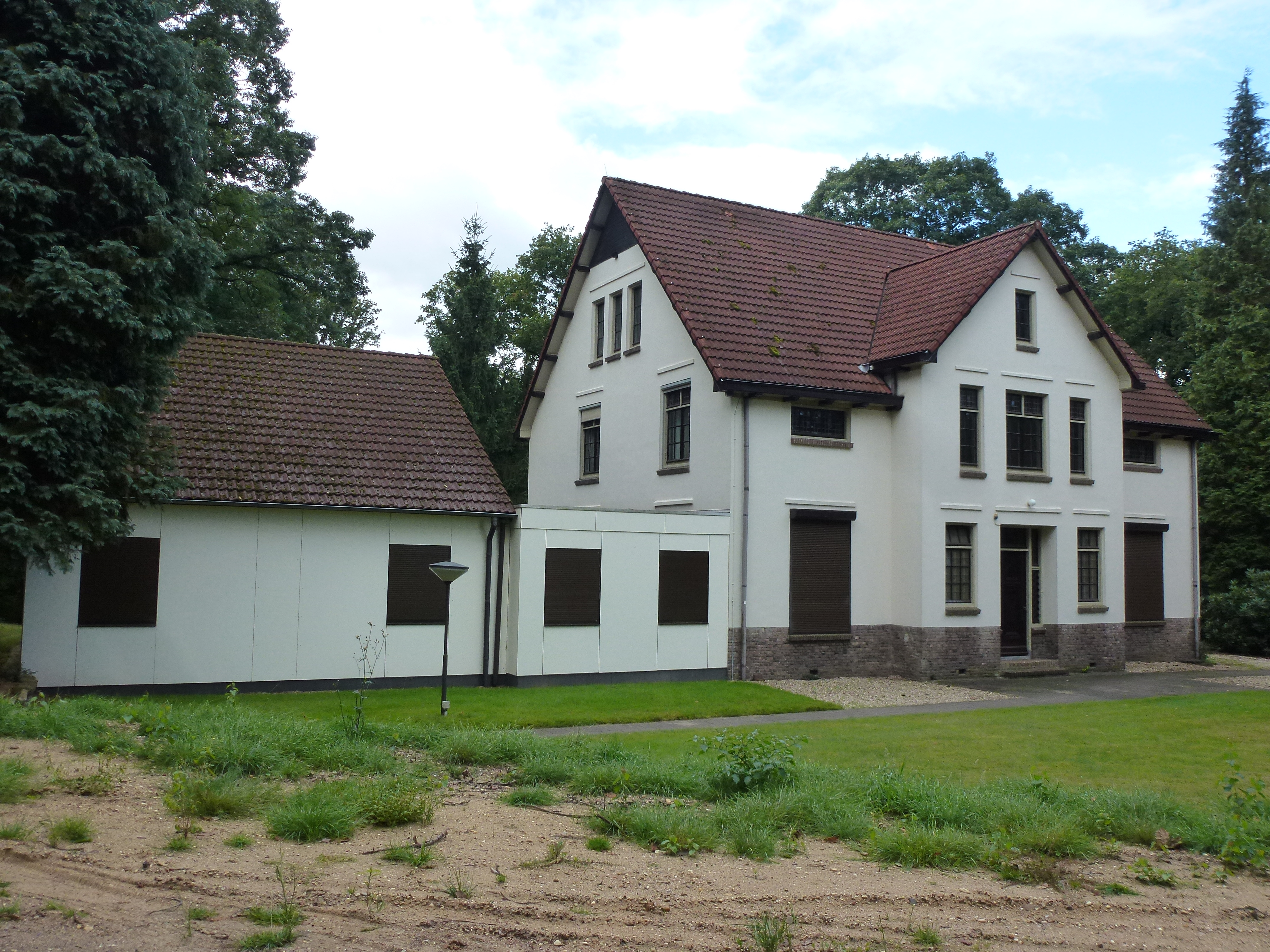
Woning geneesheer
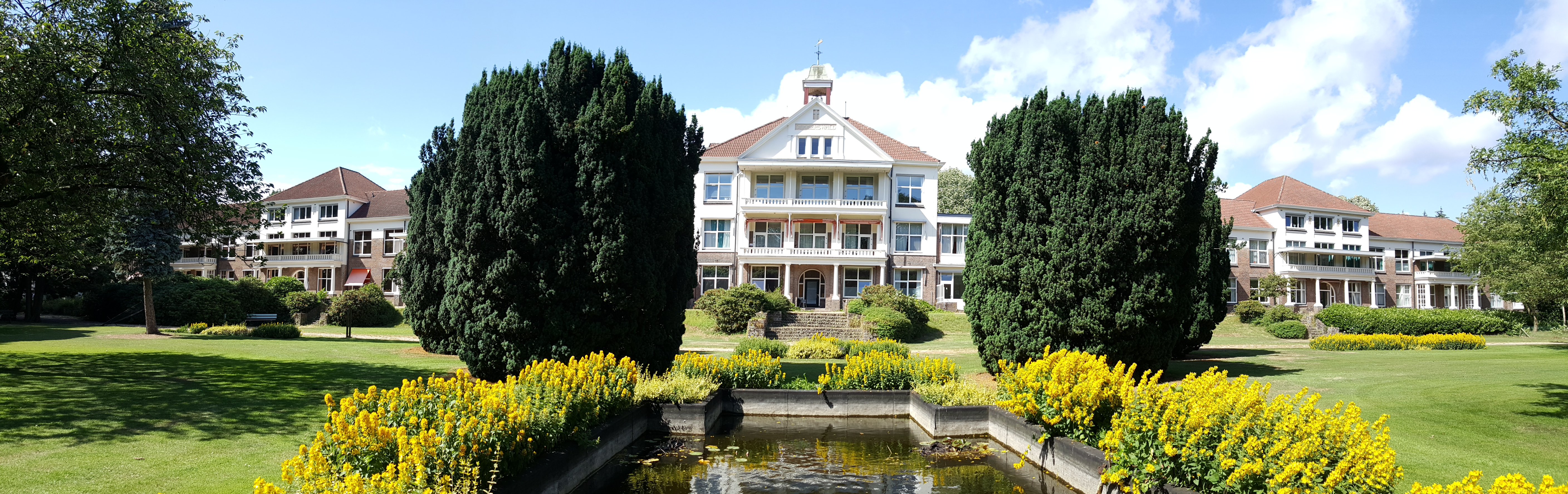
Panorama hoofdgebouw